# Vera Peters
Mildred Vera Peters conocida como Vera Peters (28 de abril de 1911, Rexdale – 1 de octubre de 1993, Toronto) fue una cirujana, oncóloga e investigadora clínica canadiense.

## Carrera profesional
Peters consiguió su título médico de la Universidad de Toronto en 1934. En 1950, publicó un documento histórico que demostraba por primera vez que muchos pacientes con estadios iniciales de la enfermedad de Hodgkin, entonces considerada incurable, podían ser completamente curados si se les proporcionaba una "radiación de campo extendido". Después estudió el uso de la terapia de radiación en el tratamiento del cáncer de mama. Su investigación demostró que la cirugía que conserva el pecho (tumorectomía) seguida de radiación era tan eficaz como la mastectomía radical que tenía un impacto significativo en las vidas de muchas mujeres que habían padecido un cáncer de mama.

## Premios
En reconocimiento de su trabajo médico, Peters fue galardonada con dos doctorados honoríficos, de la Universidad de York en 1975 y de la Queen's University en 1983. También recibió una medalla de oro de la Sociedad Americana para la Oncología y Radiología Terapéuticas en 1979. Fue nombrada Miembro de la Orden de Canadá en 1975, ascendió a oficial en 1977, y fue incluida a título póstumo en el Salón de la Fama Canadiense de Medicina en 2010.